# 河本啟佑
河本啟佑（1986年11月18日—）是日本的男性配音員。出身於岡山縣。隸屬於Production Ace。血型A型。2012年12月以前青二製作（新人）所屬。畢業於AMUSEMENT MEDIA綜合學院大阪分校。聲優團體Boy's Beat的成員。

## 人物
- 崇拜聲優堀江由衣[3]。
- 2007年7月開始成為Boy's Beat（日语：Boy's Beat）的成員（其他成員為岡本寬志、三宅淳一、根本幸多（日语：根本幸多）和鈴木賢（日语：鈴木賢））。
- 特技是講岡山腔，興趣是打棒球。

## 演出作品
※粗體字表示說明飾演的主要角色。

### 電視動畫
2007年
- 暗夜魔法使 The ANIMATION（魔法使）

2008年
- 黑輪君（日语：おでんくん）（電腦）
- 黑塚 -KUROZUKA-（日语：黒塚 KUROZUKA）（男）
- Keroro軍曹（男性）#194
- SKIP BEAT！華麗的挑戰（今井）
- 西洋古董洋菓子店 ～Antique～（男性客1、拳擊場的練習生2）
- 伯爵與妖精（羅因、手下C）
- はたらキッズ マイハム組（日语：はたらキッズ マイハム組）（宅配業者）
- 虎子（機器人研究會社長、超商店員A）
- 世界毀滅 〜毀滅世界的六人〜（救濟委員會B、機關機器人）
- ONE PIECE（海賊）

2009年
- 黑輪君（觀眾）
- 咲-Saki-（家庭餐廳店員）
- SKIP BEAT！華麗的挑戰（羅利的親信、工作人員）

2011年
- 天魔黑兔（男學生）
- 紙箱戰機（祐仁、御宅紅戰士）

2012年
- Another（男子、前島學）
- 紙箱戰機W（祐仁）

2013年
- 學生會的一存 Lv.2（後輩男子）
- 問題兒童都來自異世界？（部下A）
- RDG 瀕危物種少女（三崎洋平、大學生A）
- 宇宙戰艦大和號2199（土岐鮎斗、所長室通信聲、總統府親衛隊、總統府播報聲）
- 當不成勇者的我，只好認真找工作了。（勞爾·崔瑟[4]）
- 鑽石王牌（大崎廣）

2014年
- 棺姬嘉依卡（衛兵）
- LOVE STAGE!!（廣告旁白、春〈CRUSHERZ吉他手〉、AD、男子B、男性記者、不良少年）
- 東京ESP（東京太郎[5]）
- 七大罪（騎士A #2、部下B #16、聖騎士B #17）

2015年
- ISUCA依絲卡（淺野真一郎[6]）
- 食戟之靈（男學生、男學生B）
- 對魔導學園35試驗小隊（兔的哥哥）
- 新妹魔王的契約者 BURST（亞多米勒斯）

2016年
- 至高指令（千葉勇人、職員、蕎麥麵店的客人A、記者C、通信員B）
- 美男高校地球防衛部LOVE！LOVE！（別府月彥）
- ALL OUT!!（客人考助、不良學生）
- 我太受歡迎了，該怎麼辦？（七島希）

2017年
- BORUTO-火影新世代-NARUTO NEXT GENERATIONS-（枸橘神樂）

2018年
- 小木乃伊到我家（神谷他月）
- Butlers～千年百年物語～（影山輝）
- DOUBLE DECKER！道格＆基里爾（保爾）

2019年
- RobiHachi（哈奇·基塔、洛克·基塔）
- 只要長得可愛，即使是變態你也喜歡嗎？（秋山翔馬[7]）

2020年
- 月歌。THE ANIMATION 2（名積流風）
- 眾神眷顧的男人（修茲）

2022年
- 自稱賢者弟子的賢者（約西姆）
- VAZZROCK THE ANIMATION（名積流風）
- 永久少年 Eternal Boys（小田桐信長[8]）

2023年
- 狩龍人拉格納（多爾尼亞[9]）

2024年
- 怪獸8號（出雲陽一[10]）

2025年
- 魔法使的約定（希斯克里夫[11]）

### OVA
2008年
- FREEDOM

2013年
- 學生會的一存 Lv.2（老師）

2014年
- LOVE STAGE!!（副導演）

2017年
- 美男高校地球防衛部LOVE！LOVE！LOVE！（別府月彥）

### 電影動畫
2009年
- eto（日语：エト (漫画)）（大衛星的船員）

2014年
- 宇宙戰艦大和號2199 巡星的方舟（霧島航海士）

2016年
- CYBORG009 CALL OF JUSTICE (009/岛村乔)

2025年
- 美男高校地球防衛部ETERNAL LOVE！（別府月彥[12]）

### 遊戲
2008年
- 戰場女武神（威斯·因格魯巴特）
- 決鬥之戀 戀愛少女是勝利女神（日语：DUEL LOVE 恋する乙女は勝利の女神）（姊小路清太）
- drastic Killer（櫻井凪〈艾亞爾·瓦德爾尼烏斯〉）
- 神鬼寓言II
- 人中之龍 登場！

2009年
- 假面騎士巔峰英雄（假面騎士劍）
  - 假面騎士巔峰英雄
  - 假面騎士巔峰英雄W
- 時空幻境 世界傳奇光明神話2（日语：テイルズ オブ ザ ワールド レディアント マイソロジー2）（英雄們的聲音）
- 純愛手札4（學生）
- 男校公主-New PrincessDays!!- 續！第二學期-（日语：男校公主 -Princess Days-）
- 維他命Z（日语：VitaminZ）
- 人中之龍3
- 符文工廠3（賈吉、拉斯克）

2010年
- 假面騎士巔峰英雄 歐茲（假面騎士劍）
- 戰場女武神2 加利亞王立士官學校（尼科爾·馬汀、萊納·托里斯坦）

2011年
- 假面騎士巔峰英雄 FOURZE（假面騎士劍）
- 驚鴻騎士傑克斯 -STARDUST LOVERS-（日语：スカーレッドライダーゼクス）（但馬）
- 戰場女武神3 -Unrecorded Chronicles-（賽日·利貝魯特、威斯·因格魯巴特）

2012年
- 驚鴻騎士傑克斯I + FD 攜帶版（但馬[13]）

2017年
- 超級轟炸超人R（白炸彈）

2021年
- 超級轟炸超人R ONLINE（白炸彈）

2023年
- 拳皇XV（墮瓏）

### 廣播劇CD
- 純愛特攻隊長!（日语：純愛特攻隊長!） 1
- 驚鴻騎士傑克斯 Summer Motin 333（但馬）
- 驚鴻騎士傑克斯 XENON to XECHS（但馬Nao）
- ティンダーリアの種（日语：ティンダーリアの種）（隊員、街人）
- 薄櫻鬼 廣播劇CD 〜千鶴誘拐事件帳〜
- 羅密歐與茱麗葉（蒙塔古夫人）
- WILD ADAPTER（日语：WILD ADAPTER） 06（石原）

### 音樂CD
- 赤與黑〜Corkscrew（drastic Killer片頭主題曲）
- drastic Killer Character CD -innocent-（櫻井凪）
  - drastic Killer Character CD -passion-
- 勇しぶ。 キャラソンマキシ エキストラレボリューション（日语：エキストラレボリューション#KANBAN娘。のシングル）
- 東京ESP 角色歌曲專輯

### 外語配音
- 想你（姜亨俊〈俞承豪 飾演〉）
- 五指（柳仁河〈池昌旭 飾演〉）
- 挨踢實習生
- [14]）
- 愛殺達令（Lucien Carr〈Dane DeHaan 飾演〉）
- CSI犯罪現場：邁阿密9
- 夢想起飛Dream High2（JB〈JB 飾演〉）
- 追殺令（Warren Blake〈John D'Leo 飾演〉）
- 屋塔房王世子（宋萬寶〈李敏豪 飾演〉）
- Red Lights（日语：Red Lights (2012 film)）（班〈Craig Roberts（日语：Craig Roberts） 飾演〉）

#### 動畫
2024年
- 愛上她的理由（杉浦陽[15]）

### 電視
- 声優男子ですが…?（日语：声優男子ですが…?）（家庭劇場（日语：ファミリー劇場），2014年12月20日－[16]）

### 廣播
- 集まれ昌鹿野編集部（日语：集まれ昌鹿野編集部）（關西廣播電台（日语：ラジオ関西））
- Plus+Plus（日语：プラス+プラス）（超!A&G+：2007年9月－2008年9月）
- 工口×工口（日语：工口×工口）（關西廣播電台）
- 蒼藤學園占術科播音室（大阪廣播電台：2009年10月8日－2010年1月28日）
- （「A&G 超RADIO SHOW〜アニスパ!〜（日语：A&G 超RADIO SHOW〜アニスパ!〜）」内的：文化放送，超!A&G+：2013年4月6日－5月25日，2013年6月15日－）
- 當不成勇者的我們，只好認真開始廣播了。簡稱「勇者廣播」（Lantis網路廣播：2013年9月23日－2014年2月3日）[17]

### 其它
- 廣告 東海（日语：東海 (ライターメーカー)） （2008年）  露面演出
- 俺たちドラスティックキラー☆（GYAO!（日语：GyaO），2008年7月－9月）
- 聲優網絡聊天

## 相關項目
- 小野坂昌也
- 鹿野優以

## 外部連結
- 事務所公開簡歷 （日語）
- 河本啟佑的X（前Twitter） （日語）